# Paul Ambrosi
Vicente Paúl Ambrosi Zambrano (Guaranda, 1980. október 14. –) ecuadori válogatott labdarúgó.
Az ecuadori válogatott tagjaként részt vett a  2004-es Copa América és a 2006-os világbajnokságon.

## Sikerei, díjai
LDU Quito
- Ecuadori bajnok (4): 2003, 2005 Apertura, 2007, 2010
- Copa Libertadores győztes (1): 2008
- Recopa Sudamericana győztes (1): 2009